# Dennis RS/SS

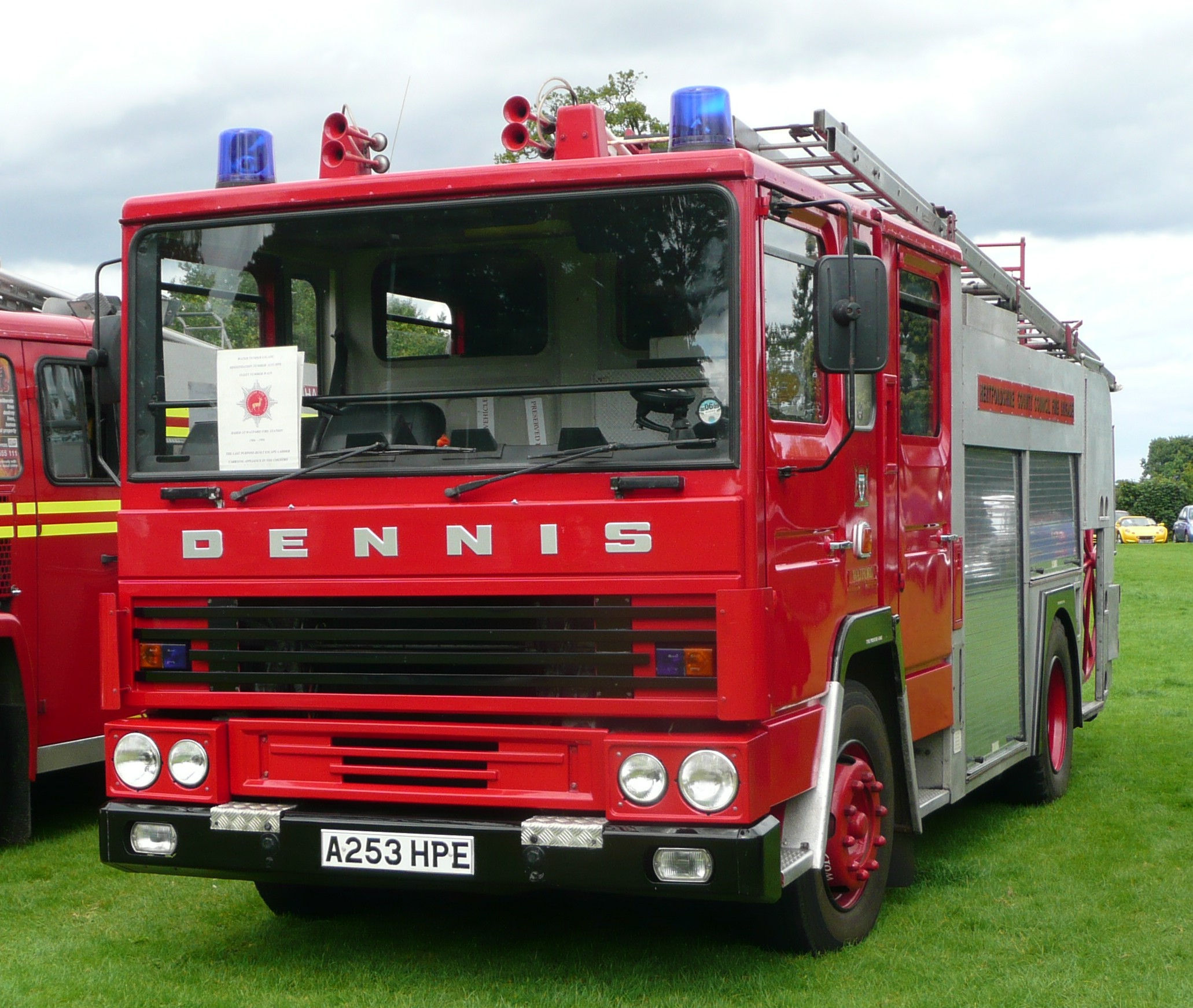
Dennis SS

Dennis RS/SS (Retained Steel/Standard Specification) — среднетоннажный пожарный автомобиль, выпускаемый компанией Dennis Specialist Vehicles с 1978 по 1991 год. Заменён моделями Dennis Rapier и Dennis Sabre.

## История семейства
Производство автомобилей серии Dennis RS/SS стартовало в 1978 году. Отличия в том, что у Dennis SS наклонная кабина, разработанная дизайнером Ogle Design, а у Dennis RS кабина сделана из стеклопластика, но не поднимается. Приборная панель сделана из дерева.
Первые прототипы Dennis RS/SS оснащены дизельными двигателями внутреннего сгорания Perkins с турбонаддувом. С 1987 года двигатели Perkins были вытеснены двигателями Cummins.
Всего было произведено 1750 пожарных автомобилей Dennis RS/SS. Производство завершилось в 1991 году.

## Модификации
- RS130/SS130 — вариант с двигателем Perkins V8-540 и механической коробкой передач Turner T5.400.
- RS131/SS131 — вариант с двигателем Perkins V8-540 и автоматической коробкой передач Allison MT643.
- RS132/SS132 — вариант с двигателем Perkins V8-540 и механической коробкой передач ZF S6.65.
- RS133/SS133 — вариант с двигателем Perkins V8-640 и автоматической коробкой передач Allison MT643.
- RS134/SS134 — вариант с двигателем Perkins TV8-540 и механической коробкой передач ZF S6.65.
- RS135/SS135 — вариант с двигателем Perkins TV8-540 и автоматической коробкой передач Allison MT643.
- RS137/SS137 — вариант с двигателем Perkins V8-540 и автоматической коробкой передач Allison MT643.